# Ласковидный лемур
Ласковидный лемур (лат. Lepilemur mustelinus) — вид лемуров из семейства Лепилемуровые. Эндемик Мадагаскара. Обитает в дождевых лесах северо-восточной части острова.
Спина покрыта красновато-коричневой шерстью, брюхо серое. К концу хвоста шерсть темнеет. Длина тела составляет от 30 до 35 см, длина хвоста — от 25 до 30 см.
В рационе преимущественно листья, хотя иногда поедает также фрукты и цветы. Живёт преимущественно на деревьях, перемещаясь в кронах при помощи длинных прыжков. Образует группы, состоящие из матери с потомством, самцы ведут одиночный образ жизни, защищая свою территорию. Каждый самец занимает площадь от 1500 до 5000 м². Ведёт ночной образ жизни.